# Takumi Kusumoto
Takumi Kusumoto (楠本 卓海 Kusumoto Takumi?), född 10 december 1995 i Tokyo prefektur, är en japansk fotbollsspelare.
Kusumoto började sin karriär 2018 i Renofa Yamaguchi FC.